# Silvanidae
Silvanidae  là một họ bọ Cánh cứng trong phân bộ Polyphaga.
trong siêu họ Cucujoidea, bao gồm 58 chi và khoảng 500 loài được mô tả. Họ này hiện diện trên tất cả các châu lục, trừ Nam Cực, và đa dạng nhất ở cả về di truyền và loài trong xứ nhiệt đới Cựu thế giới.

## Hình ảnh

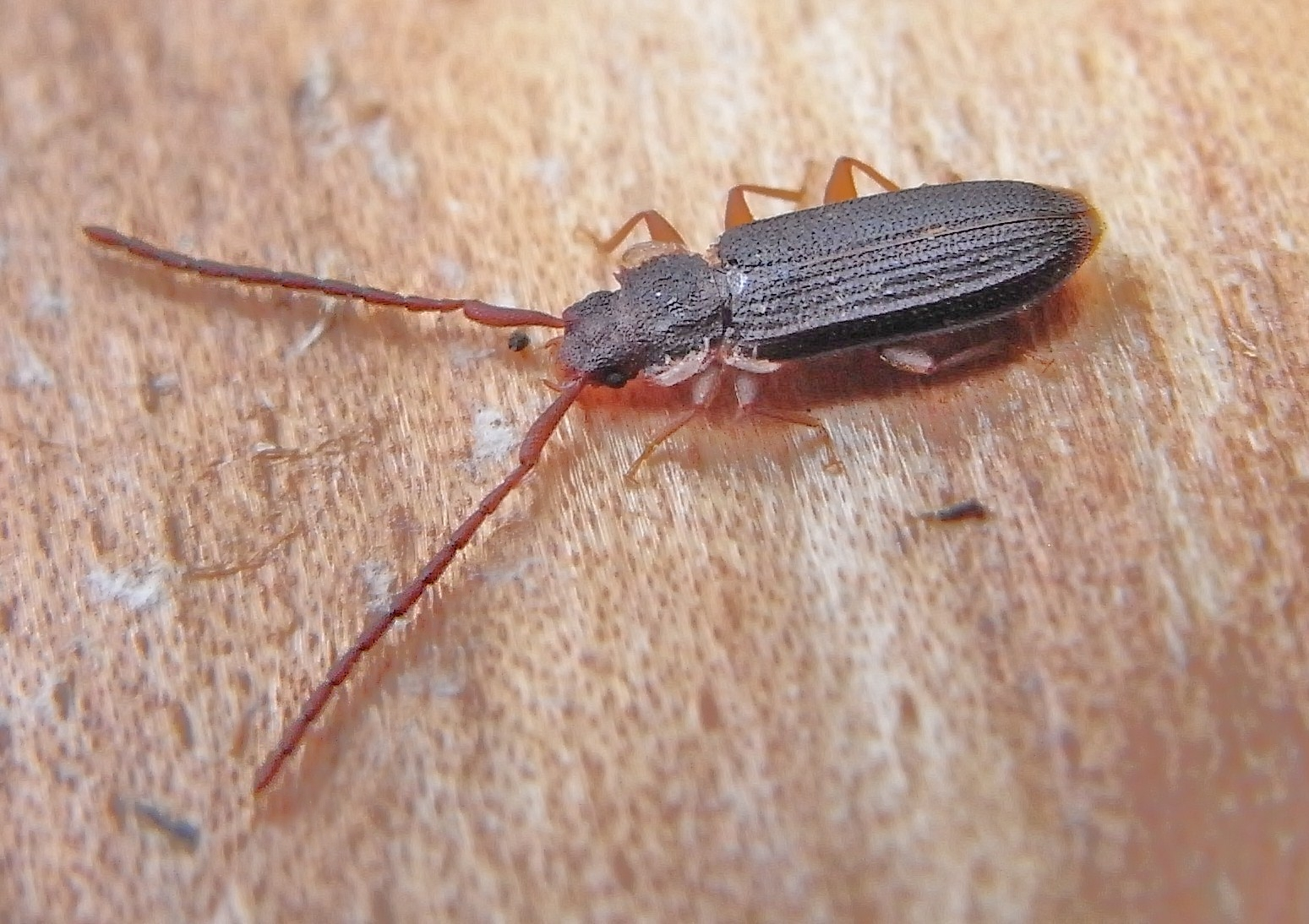
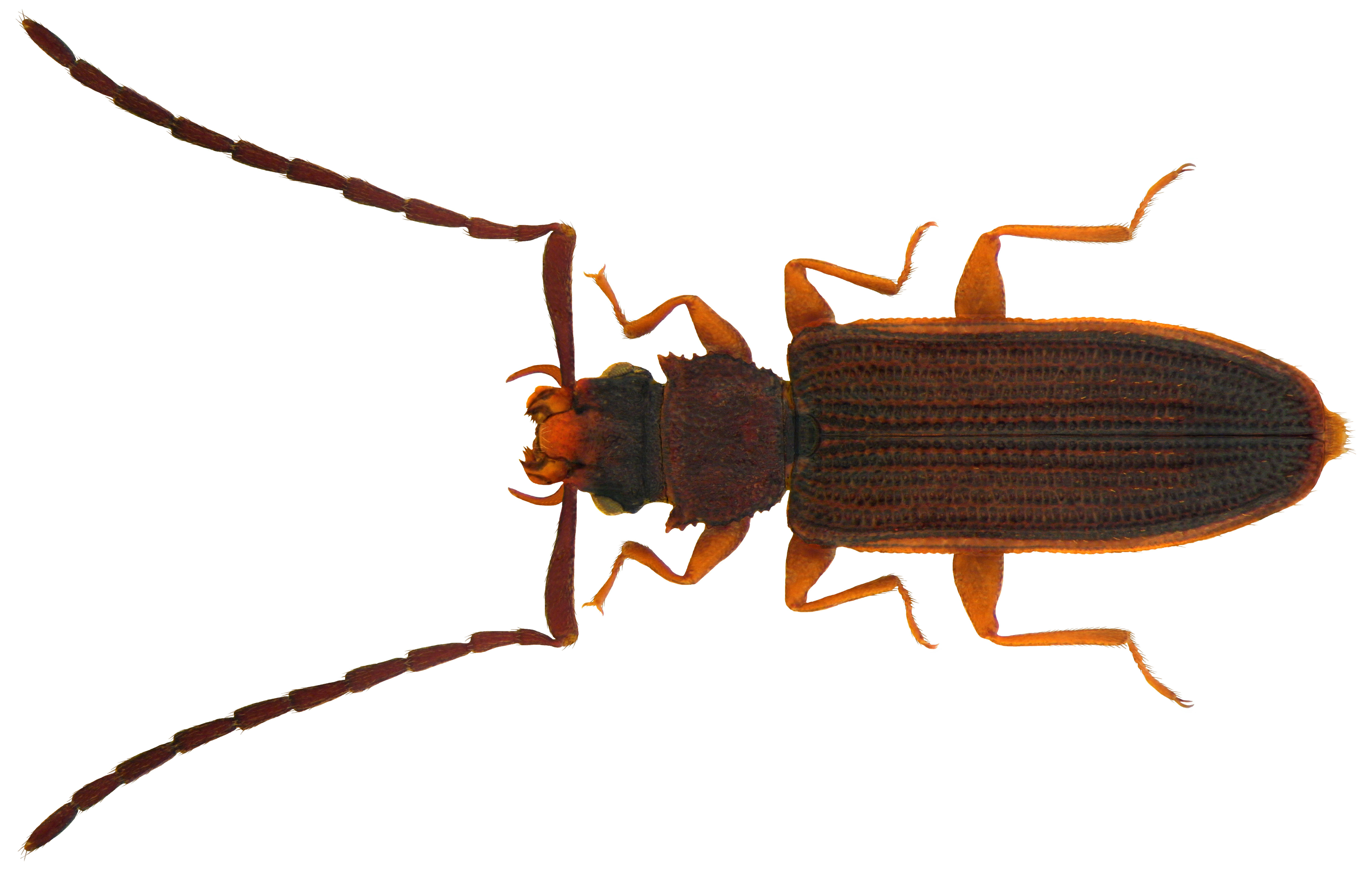
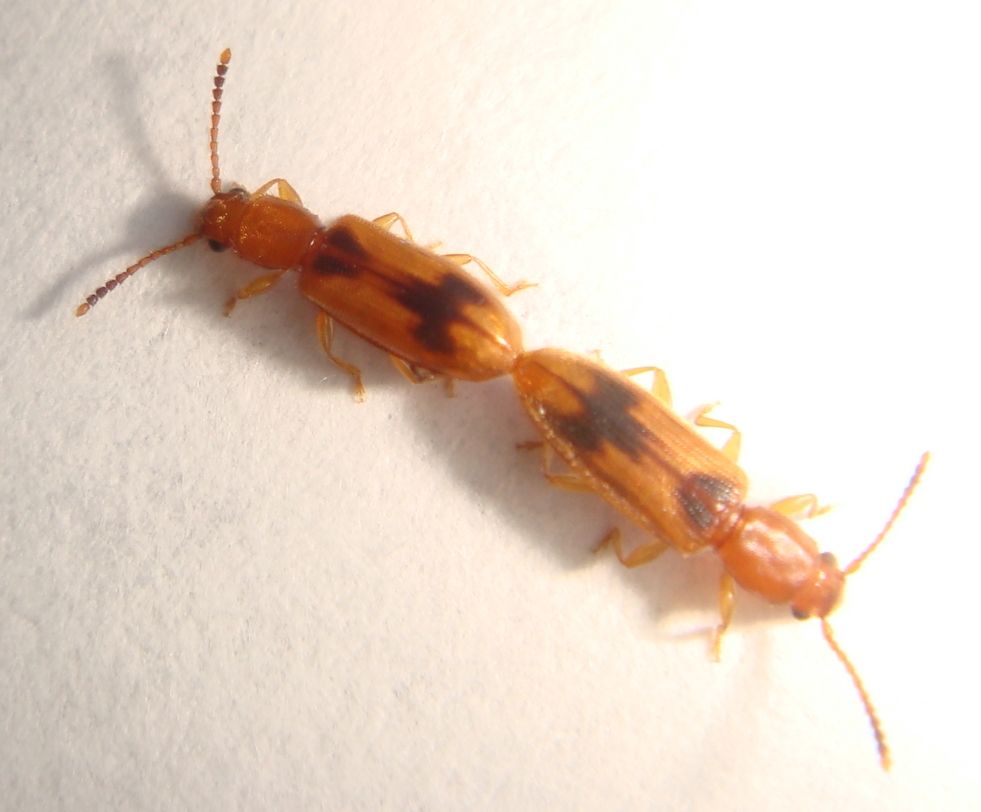
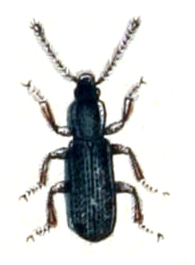